# Ulfberht

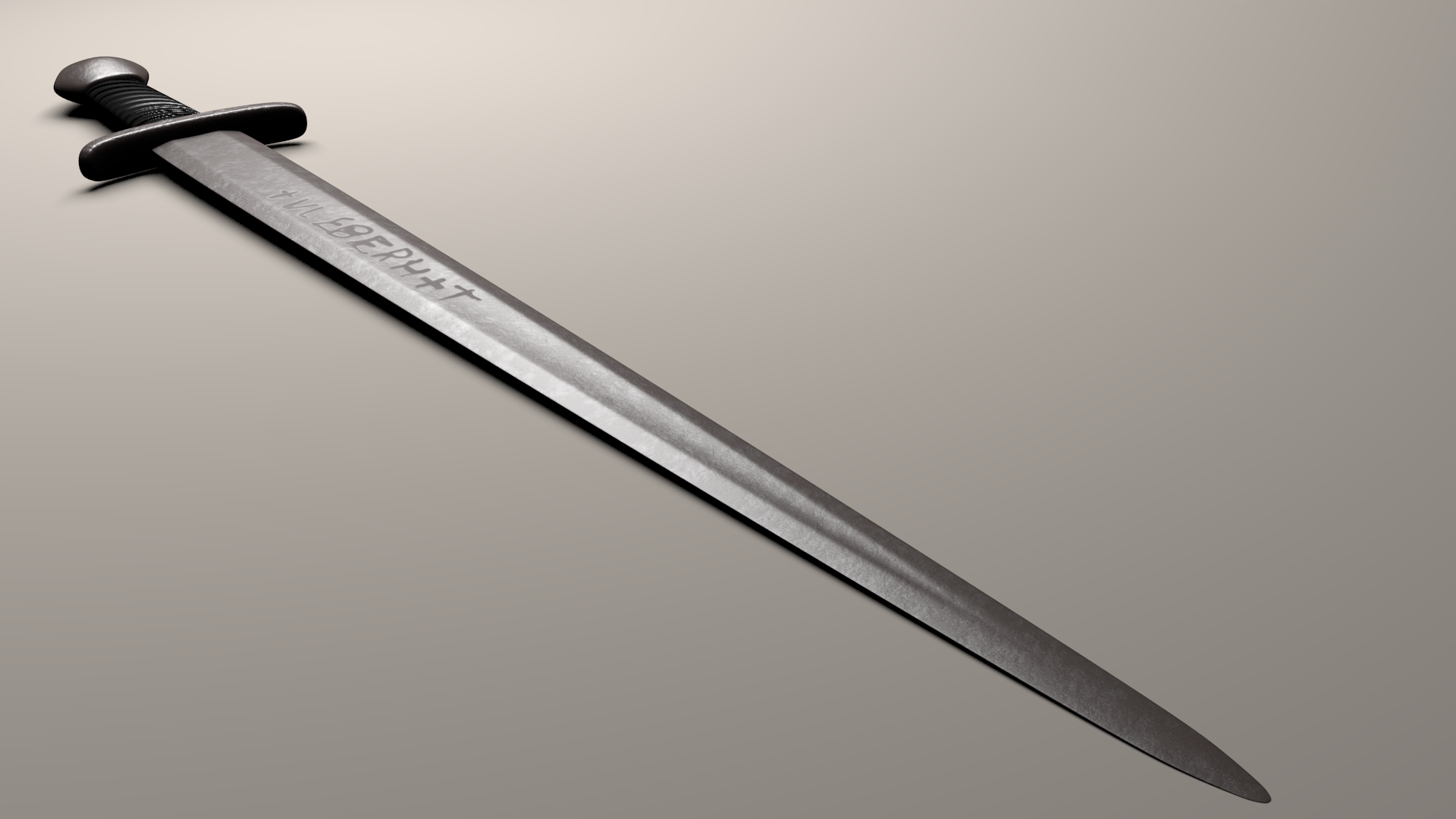
En digital rekonstruktion av ett Ulfberht-svärd.

Ulfberht är en typ av svärd som användes i Skandinavien under vikingatiden. Ulfberht-svärd var tillverkade av degelstål med en relativt hög kolhalt och därmed både starkare och böjligare än andra europeiska svärd under vikingatiden och medeltiden. Totalt 171 sådana svärd har återfunnits.
Degelstål har inte kunnat framställas i Europa förrän den industriella revolutionen under 1700-talet, men i Indien har sådant stål, så kallat wootz, tillverkats sedan 300-talet f.Kr. och hade under 800-talet spridit sig till stora delar av mellanöstern. Vikingar har troligen skaffat sig tillgång till materialet från Persien via handelsrutten över Volga och Kaspiska havet. Designen är dock snarlik vanliga vikingasvärd och tyder på att svärden är smidda i Europa, troligen i Frankerriket.
Alla kända vikingatida svärd tillverkade av degelstål har haft inskriptionen +VLFBERH+T. Att inskriptionen är gjord med latinska bokstäver och inte nordiska runor samt att de innehåller det kristna korset tyder på att svärden troligen inte är smidda i Skandinavien. För en skandinavisk smed som huvudsakligen var van att arbeta med smidesjärn var degelstål hårt och svårarbetat. Det är därför troligt att svärden är tillverkade av smeder från det kristna Frankerriket, vilka i sin tur hade erhållit kunskapen att tillverka och bearbeta degelstål från krigsfångar från Bysantinska riket.
Eftersom Ulfberht-svärd var mycket dyra och hett eftertraktade började det snart tillverkas billigare kopior av samma kvalitet som ordinära vikingasvärd, det vill säga med låg kolhalt och med slagginslutningar som gjorde svärden sköra. Många av dessa svärd har också inskriptioner som skiljer sig något från äkta Ulfberht-svärd.